# The Settlers
The Settlers – komputerowa gra strategiczna stworzona przez Volkera Werticha i wydana w 1993 roku przez Blue Byte Software. Jest pierwszą częścią cyklu The Settlers, w którym gracze tworzą średniowieczne osady i kierują ich rozwojem. Pierwotnie gra była przeznaczona na komputer Amiga, później została przeniesiona na PC. Celem gry jest stworzenie doskonale prosperującego państwa oraz przejęcie kontroli nad ludami zamieszkującymi sąsiednie tereny.

## Fabuła
Gra zawiera wprowadzenie w postaci animowanego intra, przedstawiającego rycerza, przejeżdżającego przez las, wioskę i ostatecznie wjeżdżającego do zamku. Gracz wciela się w możnowładcę państwa feudalnego, w którym wszyscy obywatele pracują ramię w ramię, ku dobru i rozwojowi królestwa.

## Rozgrywka
Zadaniem gracza jest takie kierowanie rozwojem społeczności i zarządzanie zasobami, by nie zabrakło surowców, ani żywności. W tym celu ma za zadanie rozmieścić na podległym terenie kopalnie, warsztaty, magazyny i budynki wojskowe, które umożliwiają rozwój terytorialny królestwa. Oprócz tego gracz musi dbać o sieć połączeń drogowych – bez nich nie istnieje transport surowców. Sama walka z przeciwnikiem o terytoria ma uproszczone mechanizmy – gracz wskazuje wojskowy budynek, oraz decyduje ilu żołnierzy może ruszyć do ataku. Walka odbywa się automatycznie, a żołnierze pojedynkują się ze sobą. Gra ma łącznie 24 typy budynków i 21 profesji.

### Tryby gry
- misja – gracz gra przeciw przeciwnikom kontrolowanym przez komputer (AI zwana w czasach wydania gry CPU), lub dwóch graczy w kolonii niebieskich osadników
- trening – tryb przeznaczony dla niedoświadczonych graczy, umożliwiający zapoznanie się ze sposobem prowadzenia gry
- demonstracja – tryb obserwatora umożliwiający zapoznanie się z możliwościami oferowanymi przez grę i sposobami rozwoju. Obserwujemy, jak komputer rozwija swoją kolonię.
- jeden gracz – tryb jednego gracza z możliwością modyfikacji jednego lub dwóch graczy w kolonii niebieskich osadników
- dwóch graczy – tryb gry dla dwóch graczy walczących między sobą w kolonii niebieskiej i czerwonej. Ekran dzielony jest na dwie części, a sterowanie może się odbywać m.in. przy pomocy dwóch myszy komputerowych.

## Wydania
Oryginalne niemieckie wydanie gry Blue Byte nosiło nazwę Die Siedler, ale na rynku światowym funkcjonuje pod tytułem The Settlers. Przedsiębiorstwo Strategic Simulations Inc. chciało nadać grze tytuł Serf City, jednak wydanie drugiej wersji gry w serii (The Settlers II) zmusiło amerykańskiego wydawcę do powrotu do oryginalnej nazwy The Settlers.

## Odbiór gry
Gra została pozytywnie oceniona przez recenzentów – The Settlers zostało uznane przez magazyn CHIP w 2012 roku za najlepszą grę na Amigę, z kolei Wirtualna Polska umieściła ją na 16. miejscu w rankingu najlepszych gier na Amigę.